# Isola Niles
L'isola Niles (in inglese Niles Island) è una piccola isola antartica facente parte dell'arcipelago Windmill.
Localizzata ad una latitudine di 66° 25' sud e ad una longitudine di 110°24' est, l'isola si trova appena a sud dell'isola Holl. La zona è stata mappata per la prima volta mediante ricognizione aerea durante l'operazione Highjump e l'operazione Windmill, negli anni 1947-1948. È stata intitolata dalla US-ACAN a G.W. Niles, membro delle spedizioni Highjump e Windmill. In un primo tempo era stato assegnato il nome di scoglio Niles, ma poi il termine isola è stato ritenuto più appropriato.